# Вист, Сюзанне

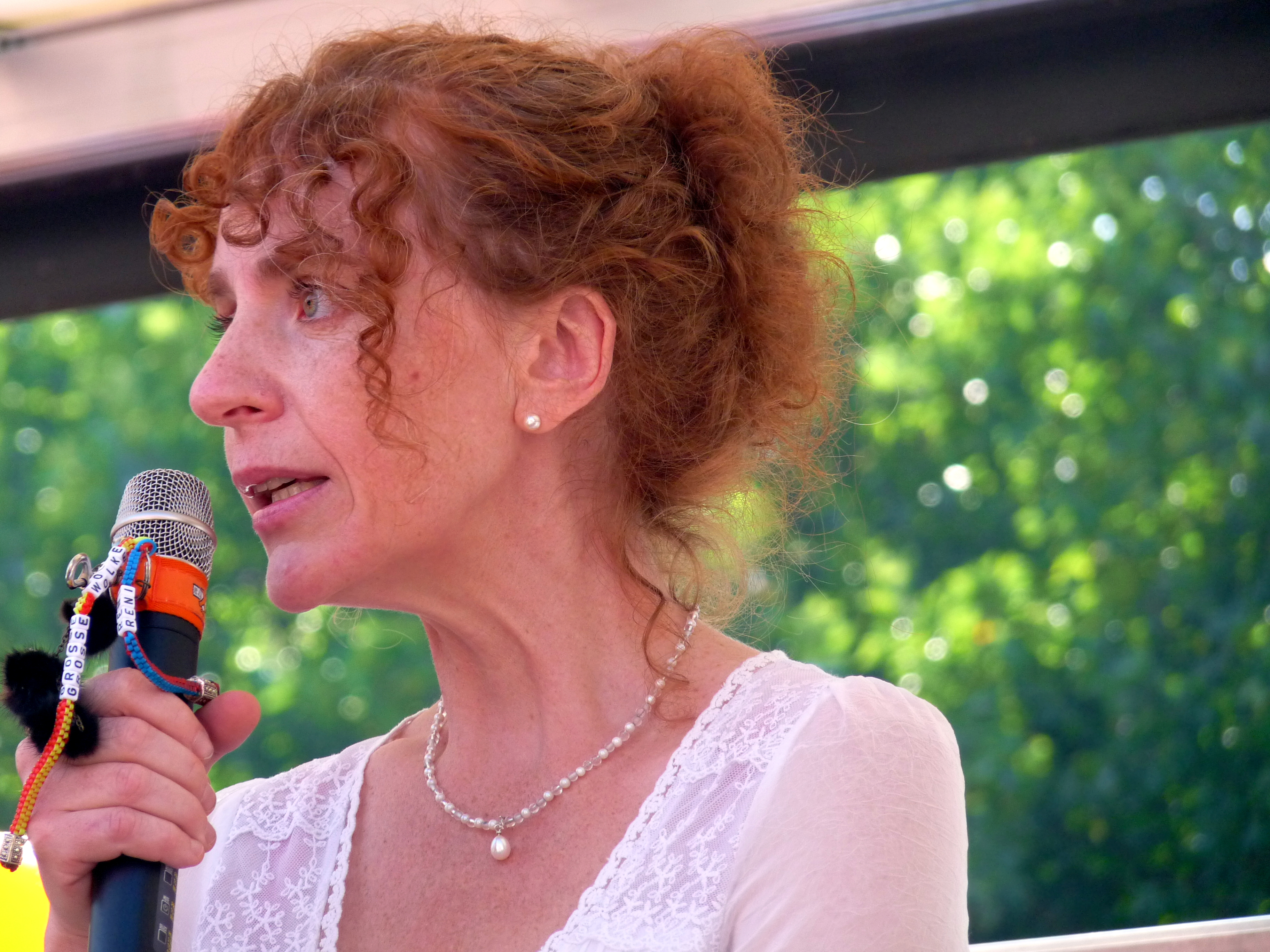
Сюзанне Вист

Сюзанне Вист (нем. Susanne Wiest; род. 16 января 1967, Диллинген-на-Дунае) — активистка движения за введение безусловного основного дохода (БОД), детский воспитатель. Живёт в г. Грайфсвальд на севере бывшей ГДР.
Получила политическую известность благодаря своей петиции о введении в Германии безусловного основного дохода в размере 1500 евро для каждого взрослого и 1000 евро для каждого ребёнка.
Петиция была подана ею как частным лицом через сайт электронных петиций немецкого парламента.
Петиция собрала в минимальный срок, определённый немецким законодательством для электронных петиций, более 50 тысяч подписей сторонников БОД.
8 ноября 2010 года петиция была представлена Сюзанной Вист в бундестаге.
Сюзанне Вист побеждала в парламентских выборах в 2009 году в качестве независимого кандидата. Она получила 1,2% голосов избирателей. С декабря 2012 года она член Пиратской партии Германии.